# Juan Matías Solá y Farrell
Juan Matías Solá y Farrell OFMCap (* 11. August 1884 in Sant Llorenç Savall; † 27. August 1973 in Barcelona) war ein spanischer römisch-katholischer Ordensgeistlicher und Apostolischer Vikar von Bluefields.

## Leben
Juan Matías Solá y Farrell trat der Ordensgemeinschaft der Kapuziner bei und empfing am 25. März 1909 das Sakrament der Priesterweihe.
Am 24. Februar 1931 ernannte ihn Papst Pius XI. zum Titularbischof von Colophon und zum Apostolischen Vikar von Bluefields. Der Erzbischof von Tarragona, Francisco de Asís Kardinal Vidal y Barraquer, spendete ihm am 22. April desselben Jahres die Bischofsweihe; Mitkonsekratoren waren der Apostolische Administrator von Solsona, Valentín Comellas y Santamaría, und der Bischof von Barcelona, Manuel Irurita y Almándoz.
1942 nahm Papst Pius XII. das von Juan Matías Solá y Farrell vorgebrachte Rücktrittsgesuch an. Solá y Farrell nahm an allen vier Sitzungsperioden des Zweiten Vatikanischen Konzils teil.